# Luís Romano de Madeira Melo
Luís Romano de Madeira Melo (* 10. Juni 1922 auf der Insel Santo Antão; † 22. Januar 2010 in Brasilien) war ein kap-verdischer Schriftsteller, Folklorist und Poet.

## Leben
Er arbeitete als Kohlebergmann, Salzarbeiter, Tischler und als Staatsbeamter und lebte ab 1962 in Brasilien. Seine Werke schreibt er teils in Portugiesisch und im Kreol von Santo Antão. Er bevorzugt es seine Muttersprache als 'Kapverdische Sprache' zu bezeichnen.

## Schriften
- Famintos (1962, Roman in Portugiesisch)
- Clima (1963): Poeme in Portugiesisch, Kreol und Französisch
- Cabo-Verde: Renascença de uma civilização no Atlântico médio (1967) : Sammlung von Poemen und Kurzgeschichten in Portugiesisch und der kreolischen Sprache von Santo Antão.
- Negrume/Lzimparin (1973): Kurzgeschichten im Kreol von Santo Antão mit portugiesischer Übersetzung.
- Cem Anos de Literatura Caboverdiana, 1985
- Ilha (1991: Lusoverdianische Geschichten aus Europafrica und Brasilamerica; Portugiesisch und teilweise Kreol)
- Kriolanda – Estigmas, 1999, São Vicente
- Kabverd Civilização e Cultura, 2000, Rio de Janeiro

Kurzgeschichten im Kreol von Santo Antão
- Nho Zidôr (in 'Ilha'), Pasaport Kabverd (in 'Ilha'), Daluz (in 'Negrume'), Tánha (in 'Negrume'), Destino (in 'Negrume'), Estórias de Tipêde i Tilôbe (in 'Cabo Verde-Renascença de uma civilização ...')